# Seminemacheilus
Seminemacheilus este un gen de pești din familia Nemacheilidae, întâlniți în Asia de Vest, în țări precum Turcia și Iran.

## Specii
Există trei speciirecunoscute ca aparținând acestui gen:
- Seminemacheilus ahmeti (Sungur, Jalili, Eagderi & Çiçek 2018)[3]
- Seminemacheilus ispartensis Erk'akan, Nalbant & Özeren, 2007
- Seminemacheilus lendlii (Hankó, 1925)